# دونالد سلطان
دونالد سلطان (بالإنجليزية: Donald Sultan)‏ هو رسام أمريكي، ولد في 5 مايو 1951 في آشفيل في الولايات المتحدة.

## وصلات خارجية
- دونالد سلطان على موقع IMDb (الإنجليزية)